# Кондов, Иван
Ива́н Стоя́нов Ко́ндов (болг. Иван Стоянов Кондов; 18 июля 1925, Варна Болгария — 8 сентября 2004, София, Болгария) — болгарский актёр театра, кино и телевидения. Народный артист НРБ.

## Биография
В 1973 году заочно окончил ВИТИЗ. Работал в театрах в Хасково, Русе, Бургасе и Сливене, пока не осел в столице. Здесь работал в театрах: Сатиры, Болгарской армии, Ивана Вазова. В кино с 1957 года («Жизнь течет тихо»).
Был женат на актрисе Росице Данаиловой.

## Избранная фильмография

### Актёр
- 1957 — Жизнь течет тихо / Животът си тече тихо... — Марков
- 1958 — На маленьком острове / На малкия остров — доктор
- 1958 — Звезды / Sterne — отец Руфи (ГДР—Болгария)
- 1959 — За горизонтом / Отвъд хоризонта — Добри
- 1961 — Маргаритка / Маргаритка — папа
- 1961 — Крутая тропинка / Стръмната пътека — Пелев
- 1963 — Легенда о Паисие / Легенда за Паисий — Лаврентий
- 1963 — Смерти нет / Смърт няма — Велев
- 1964 — До города близко / До града е близо — Балтов
- 1965 —  / Късче небе за трима — Карастоянов
- 1965 — Беспокойная семья / Неспокоен дом — Манасиев
- 1966 — Человек в тени / Човекът в сянка — Генчев
- 1968 — Процесс / Процесът — Выло Игнатов
- 1970 — Четверо в вагоне / Четиримата от вагона — Пешев
- 1970 — «Цитадель» ответила / Цитаделата отговори — следователь Орлинов
- 1971 — Голая совесть / Гола съвест — господин Ничев
- 1972 — Любовь / Обич — отец Марии (Болгария—Франция)
- 1972 — Игрек 17 / Игрек 17 — Игрек 17 / Иван
- 1973 — Бабье лето / Сиромашко лято — Нейчев (в советском прокате озвучивал Николай Граббе)
- 1973 — Бегство в Ропотамо / Бягство в Ропотамо — Велев  (в советском прокате дублировал Георгий Георгиу)
- 1974 — Дневной свет / Дневна светлина — директор Константинов
- 1975 — Магистраль / Автомагистрала —
- 1975 — Свадьбы Иоанна Асена / Сватбите на Йоан Асен — Патриарх Йоаким
- 1975 — Бунт / Буна — фельдшер
- 1976 — Дополнение к закону о защите государства / Допълнение към закона за защита на държавата — мудрец (в советском прокате «Взрыв в Софийском соборе»)
- 1977 — Солнечный удар / Слънчев удар — профессор Димов
- 1978 — Кумпарсита / Компарсита — новый помощник в ЦК БКП
- 1979 — Барьер / Бариерата — следователь
- 1980 — Большое ночное купание / Голямото нощно къпане
- 1981 — Друзья на ужин / Приятели за вечеря — сосед
- 1984 — Собеседник по желанию / Събеседник по желание — профессор Юруков
- 2003 — Под одним небом / Под едно небе — Ходжата
- 2004 —  / Другият наш възможен живот — священик

## Награды
- 1963 — Заслуженный артист НРБ
- 1964 — Орден «Кирилл и Мефодий» I степени
- 1964 — Димитровская премия
- 1969 — Народный артист НРБ
- 2000 — Орден «Стара-планина» I степени[1]